# Officine Meccaniche Reggiane

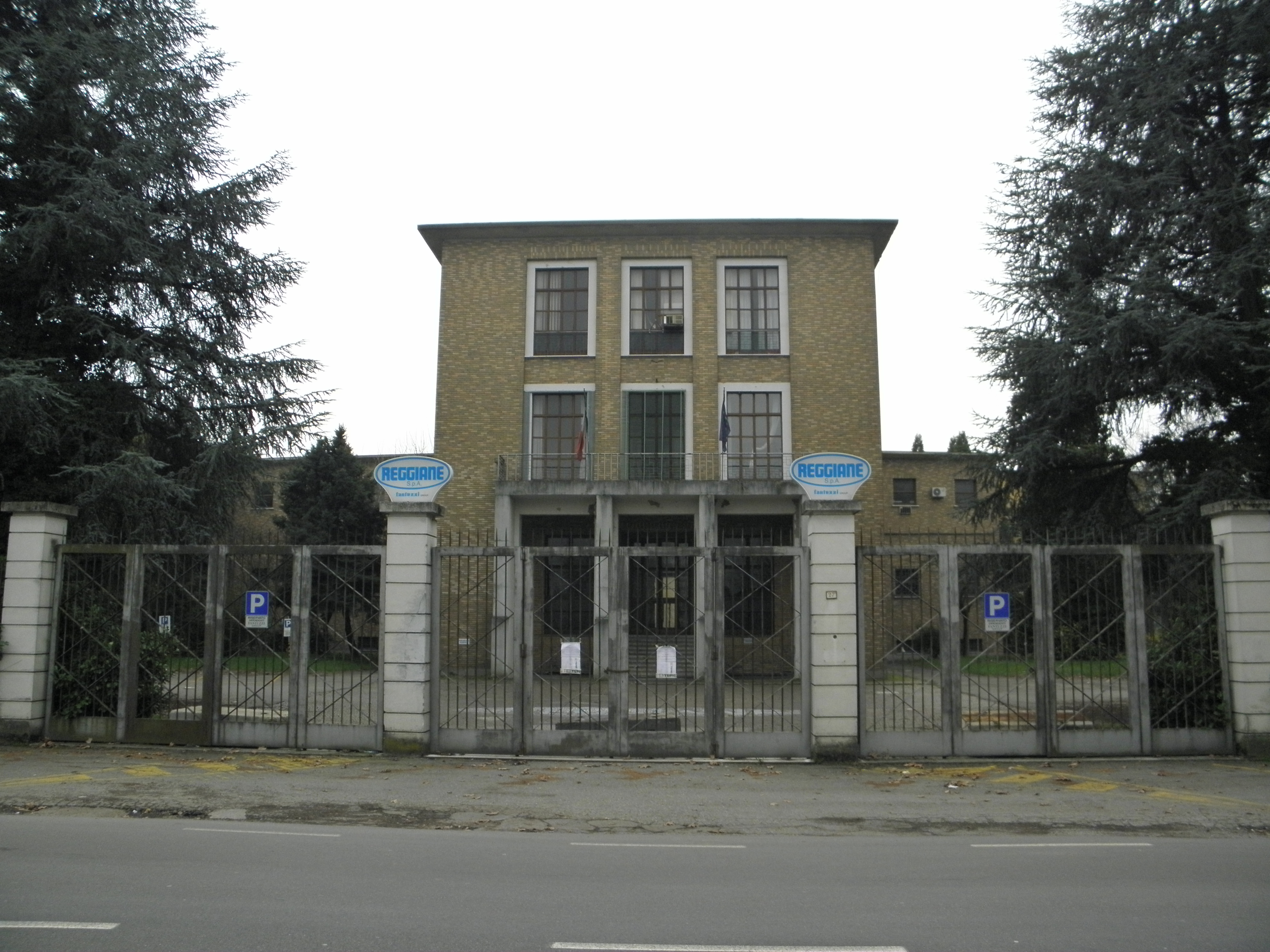
Porte d'entrée de l'usine Reggiane fermée en 2011.

La société Officine Meccaniche Italiane S.p.A., renommée Officine Meccaniche Reggiane S.p.A., et plus connue sous la simple appellation de Reggiane, est une société de mécanique italienne créée en août 1901 à Reggio d'Émilie (Reggio Emilia), en Émilie-Romagne, et spécialisée dans la construction ferroviaire et les munitions d'artillerie. Elle acquiert ses lettres de noblesse dans la construction aéronautique, activité débutée dans l'entre-deux-guerres, avec notamment ses fameux avions de chasse lancés à la fin des années 1930.

## Historique

### Origine de la société
L'entreprise Officina Meccanica e Fonderia Ing. Romano Righi e C. est créée à Reggio d'Émilie durant le mois d'août 1901 par l'ingénieur Romano Righi. En décembre 1904, le magnat Giuseppe Menada s'associe avec Romano Righi, apporte des fonds pour une forte augmentation du capital de la société dont il devient l'actionnaire majoritaire et Président Il la renomme Società Anonima Officine Meccaniche Reggiane (OMR). Giuseppe Menada qui était, auparavant, directeur puis Président de la société Società Anonima delle Ferrovie di Reggio Emilia (SAFRE) - Société Anonyme des chemins de fer de Reggio d'Émilie, peut ainsi garantir un volume d'activité à sa nouvelle entreprise en lui commandant immédiatement 20 wagons fermés de marchandises et le transport du bétail et 7 wagons ouverts.

« Les Officine Reggiane ont débuté modestement avec la fabrication de wagons ouverts simples,.... puis nous sommes passés aux wagons de marchandises, aux wagons à bagages,... nous avons ensuite construit de splendides wagons de troisième classe et de seconde classe. Nous avons poursuivi avec les wagons de première classe et construisons maintenant des wagons voyageurs parfaits. »

— Giuseppe Menada, 1906
Le 29 décembre 1906, avec effet au 1re janvier 1907, la société se renforce dans le domaine de la construction ferroviaire en rachetant la société Officine Nobili de Bologne et prend une importante participation dans les sociétés S. A. Metallurgica Ossolana et Anonima Celeste Longoni de Reggio d'Émilie.
En 1909, Reggiane commence la production de sa première locomotive à vapeur. Entre 1910 et 1937, ce sont pas moins de 160 locomotives à vapeur de tous types qui seront produites.
En 1912, la société poursuit son expansion en reprenant la Società Officine Ferroviarie Italiane Anonima (SOFIA). Cette même année la société voit sa raison sociale devenir Reggiane Officine Meccaniche Italiane S.p.A.. En 1922, Officine Reggiane fête la fabrication de sa 100e locomotive à vapeur.

### Première Guerre mondiale
La Première Guerre mondiale voit l’essor de l'activité militaire de la société. La société Reggiane rachète en 1918 la société de munitions Proiettilificio di Modena et est mobilisée pour la fabrication de 300 000 grenades de 70 et 75 mm au titre de l'effort de guerre, à la cadence de 10 000 unités par jour calendaire. Les effectifs de l'entreprise passent de 1 200 à 6 000 ouvriers en quelques mois.
Après la fin de la Première Guerre mondiale, la société relance ses activités civiles et se lance dans la production de matériel agricole. Au début de l'année 1919, Reggiane fait son entrée dans le domaine aéronautique avec l'appui de la société Caproni, qui rachètera la société en 1935. La société « Officine Meccaniche Reggiane SpA », est retenue, avec d'autres, à la suite de l'énorme appel d'offres pour la fabrication de 300 avions bombardiers biplans trimoteurs de la famille Caproni Ca.44, Ca.45 et Ca.46.

### Entre-deux-guerres
En 1920, la crise n'épargne aucune entreprise ayant contribué à l'effort de guerre, dont « Reggiane », qui voit tous ses ateliers occupés par les ouvriers en grève. Pour diversifier ses activités, la société rachète la « Società Anonima Meccanica Lombarda - SAML » de Monza spécialisée dans la construction de moulins, fours à pain et produits argileux. Les difficultés économiques croissent et en 1928 la société décide de diversifier à nouveau ses activités avec ses débuts dans le domaine des silos à grains mais, trop endettées, elle doit vendre ses sites industriels de Modène et de Monza.
La grave crise économique mondiale de 1929 met définitivement fin aux efforts de sauvetage de la société qui avait bien développé son activité dans la construction de machines agricoles. En 1933 l'IRI (Istituto per la Ricostruzione Industriale) reprend la majorité des actions de la société ce qui permet de sauver les usines de Reggio d'Émilie. L'effectif de la société tombe à 3 700 salariés.
En 1935, misant sur le besoin de réarmement du gouvernement fasciste, le conte Giovanni Caproni rachète la société Reggiane surtout pour sa division aéronautique.

### Le développement aéronautique et la tuerie des salariés Reggiane
En 1936, la société Studi e Brevetti Gruppo Caproni dirigée par l'Ingénieur Giovanni Pegna est créée à Reggio d'Émilie. Giovanni Pegna est un ancien ingénieur concepteur du constructeur Piaggio Aero et poursuit l'étude et le développement d'avions expérimentaux et de solutions techniques à appliquer aux productions de Reggiane Avio. La première réalisation est le bombardier bimoteur Piaggio P.32bis, une évolution du fameux Piaggio P.32.
La société Reggiane crée alors la division « Moteurs d'Avions » pour la fabrication sous licence du moteur en étoile Piaggio P. VII C.16. La société fabrique également, sous licence Piaggio Aereo, les moteurs Piaggio C 35 et C 45 des P VII, P VI, XI bis. « Reggiane » fabrique également sous licence FIAT Aviazione le moteur Fiat A.74. Le succès de la division aviation assure 60 % du chiffre d'affaires global de la société en 1936.
En 1937, Reggiane lance la fabrication, sous licence SIAI Marchetti, du bombardier trimoteur Savoia-Marchetti SM.79. En raison du ralentissement des commandes, à la fin de l'année 1937, le secteur aviation ne représente plus que 45 % du chiffre d'affaires global, la société « Studi e Brevetti Caproni » est alors incorporée dans la société mère, le groupe Caproni SpA.
Les ventes du secteur aviation reprennent en 1938 et 1939. Elles représentent respectivement 55 % et 80 % du chiffre d'affaires annuel total.
Le 24 mai 1939, le premier prototype du Reggiane Re.2000 (MM 408) est piloté par le commandant De Bernardi. La production en série est lancée en novembre de la même année pour l'Aviation Royale italienne mais les exemplaires fabriqués ne sont rendus opérationnels qu'en 1941. L'avion reçoit un excellent accueil, également au niveau international, avec une commande de la Royal Air Force britannique de 300 exemplaires. De même les aviations de la Suède, Yougoslavie, Espagne, Finlande, Suisse et Union soviétique retiennent cet appareil mais, à la suite de l'entrée en guerre de l'Italie fasciste aux côtés de l'Allemagne nazie, aucun de ces pays ne formalise leur commande, sauf la Hongrie qui confirme sa commande de 70 exemplaires. Au mois de mars 1940, la licence pour la fabrication du Reggiane Re.2000 dans les usines hongroises MÁVAG de Budapest est accordée.
En mai 1940, la production des avions intercepteurs Re.2000 Heja pour l'armée hongroise commence. En juin et octobre 1940, les premiers prototypes Reggiane Re.2001 (MM 409) et Reggiane Re.2002 (MM 454), volent, pilotés par le commandant Mario De Bernardi. Le 28 novembre 1940 la Svenska flygvapnet (KSF), l'Armée de l'air suédoise, passe commande de 60 exemplaires du Reggiane Re.2000 qui sont livrés en 1941 et 1942.
En mars 1941, la production des avions intercepteurs RE.2000 pour l'armée suédoise KSF débute. Le 27 juin 1941, le premier exemplaire de la version Re.2000.Cat catapultable est testé par la Marine Royale Italienne. En juillet 1941, la Royal Air Force suédoise (KSF) veut passer une commande importante de plusieurs centaines d'appareils Reggiane Re.2001, mais, en raison de l'état de guerre et des besoins prioritaires de l'aviation italienne, la commande est refusée. L'effectif global de Reggiane atteint les 12 000 salariés.
En 1942, l'étude des nouveaux moteurs en ligne Re.105 RC.100 et Re.103 RC.50 est lancée. Aucun d'eux ne sera fabriqué en grande série. La société hongroise MAVAG qui fabrique les avions Reggiane Re.2000 sous licence italienne, livre la première série d'avions baptisés localement Héja II. En septembre et octobre 1942, la version Re.2001.OR pour armer les porte-avions de la Marine italienne est testée.
Le 23 février 1943, le premier vol de nuit du chasseur Re.2001.CN (MM 08075) est concluant et permet le démarrage de la production de l'avion en série.
Le 28 juillet 1943 est le jour noir de la tuerie des salariés Reggiane. Neuf ouvriers, dont une femme enceinte, sont tués. Les ouvriers avaient organisé, au mépris des dispositions très strictes imposées par le général Badoglio - qui avait interdit les rassemblements de plus de trois personnes - une manifestation pour réclamer la fin de la guerre. Plusieurs milliers d'ouvriers passent les portes de l'usine quand un bataillon de bersagliers ouvre le feu sur eux. L'explication est encore floue : il semble que l'officier ait entendu des coups de feu (peut-être les gardiens de sécurité de l'usine) et a perdu le contrôle de la situation. L'automne 1943 présente un tournant négatif pour Reggiane. Les autorités allemandes nazies d'occupation décident l'arrêt immédiat de toutes les activités liées à l'aviation pour se concentrer sur la production du Re.2002 qui redoubler pour être livrés d'urgence à la Luftwaffe.
Les 7 et 8 janvier 1944, les usines Reggiane de Reggio d'Émilie sont entièrement détruites par deux bombardements ciblés de l'aviation alliée. Les machines qui ont pu être récupérées sont stockées près de Reggio d'Émilie et dans d'autres villes du nord de l'Italie. Pour fuir les bombardements alliés dont l'intensité augmentait sérieusement, la production est décentralisée dans de nombreuses usines du nord de l'Italie à Vicence, Torbole, Gavirate Cocquio, Besozzo et Gemonio.
Compte tenu de l'occupation nazie et après l'arrêt des études de conception et le développement de nouveaux avions, Reggiane se prépare à l'après-guerre en programmant la conversion de son outil de production pour la fabrication d'avions civils. La société lance le projet, mais jamais concrétisé, de l'hydravion Reggiane Ca.8000 capable d'assurer des vols transatlantiques.
À partir du mois de mars 1944, la production reprend dans les ateliers décentralisés, avec moult difficultés. Ce sont surtout des fabrications pour les sociétés allemandes : Messerschmitt AG, BMW qui voulaient notamment les moteurs Reggiane P.VII et P.XIbis, Daimler-Benz DB 605 en collaboration avec Piaggio Aero, Isotta Fraschini et Alfa Romeo Aereo. De plus, la Luftwaffe avait commandé 300 avions Reggiane Re.2002 et en faisait assurer la maintenance et les réparations directement à l'usine.
En août 1944, tout l'outillage et les matériels sont réquisitionnés par l'armée nazie et transférés en Allemagne. Une trentaine d'ingénieurs sont déportés afin d'apporter le service d'assistance et de maintenance des avions Reggiane Re.2002 utilisés par la Luftwaffe. Le chiffre d'affaires du secteur aéronautique de l'année 1944, en forte baisse, ne représente plus que 40 % du total. L'effectif de la société est tombé à 5 000 salariés.
Le 31 août 1945, le directeur d'« Officine Reggiane », l'ingénieur Arnaldo Vischi, malgré la confirmation à son poste par le Comité de libération nationale, est assassiné par un commando des ex-partisans communistes et anciens salariés de Reggiane. À la suite des destructions de la guerre et des conditions de paix imposées à l'Italie par les alliés, la division aéronautique de Reggiane cesse toute activité. Le nouveau directeur général Antonio Alessio établit un plan d'urgence pour la survie de la société en se consacrant sur les productions de matériels ferroviaires et de machines agricoles. Le 20 juillet 1937, l'ancien directeur de Reggiane avait fondé la société MAP (Macchine agricole Predappio), qui a été chargée de fabriquer le tracteur R.50 à chenilles de 50 Ch. Ce tracteur, entièrement nouveau aurait dû être lancé en 1939 mais la fabrication n'a jamais été lancée. Il se servit de cette première expérience (malheureuse) pour relancer l'étude d'un nouveau tracteur baptisé R.60 également à chenilles. La production est lancée le 27 mai 1951 par les ouvriers en grève qui occupaient de l'usine. Il n'a été produit qu'à 3 exemplaires.
En 1949, un plan de licenciements de 2 100 salariés marque le début de la plus longue occupation d'une usine par les ouvriers de l'histoire italienne. Débutée en octobre 1950, elle se terminera l'année suivante, en mai 1951 quand il est procédé à sa mise sous administration judiciaire afin d'éviter sa liquidation.

### Reprise parEFIM
En mars 1952, la société Reggiane, en administration judiciaire, passe sous le contrôle de l'État italien via la holding EFIM. Elle renaît sous la dénomination Nuove Reggiane S.p.A. et poursuit la fabrication de matériels ferroviaires, grues portuaires, machines pour les fabricants de sucre et de pâtes et les usines de dessalement d'eau avec un effectif de 700 salariés. L'entreprise enregistre de grosses commandes ferroviaires passées par l'OTAN.

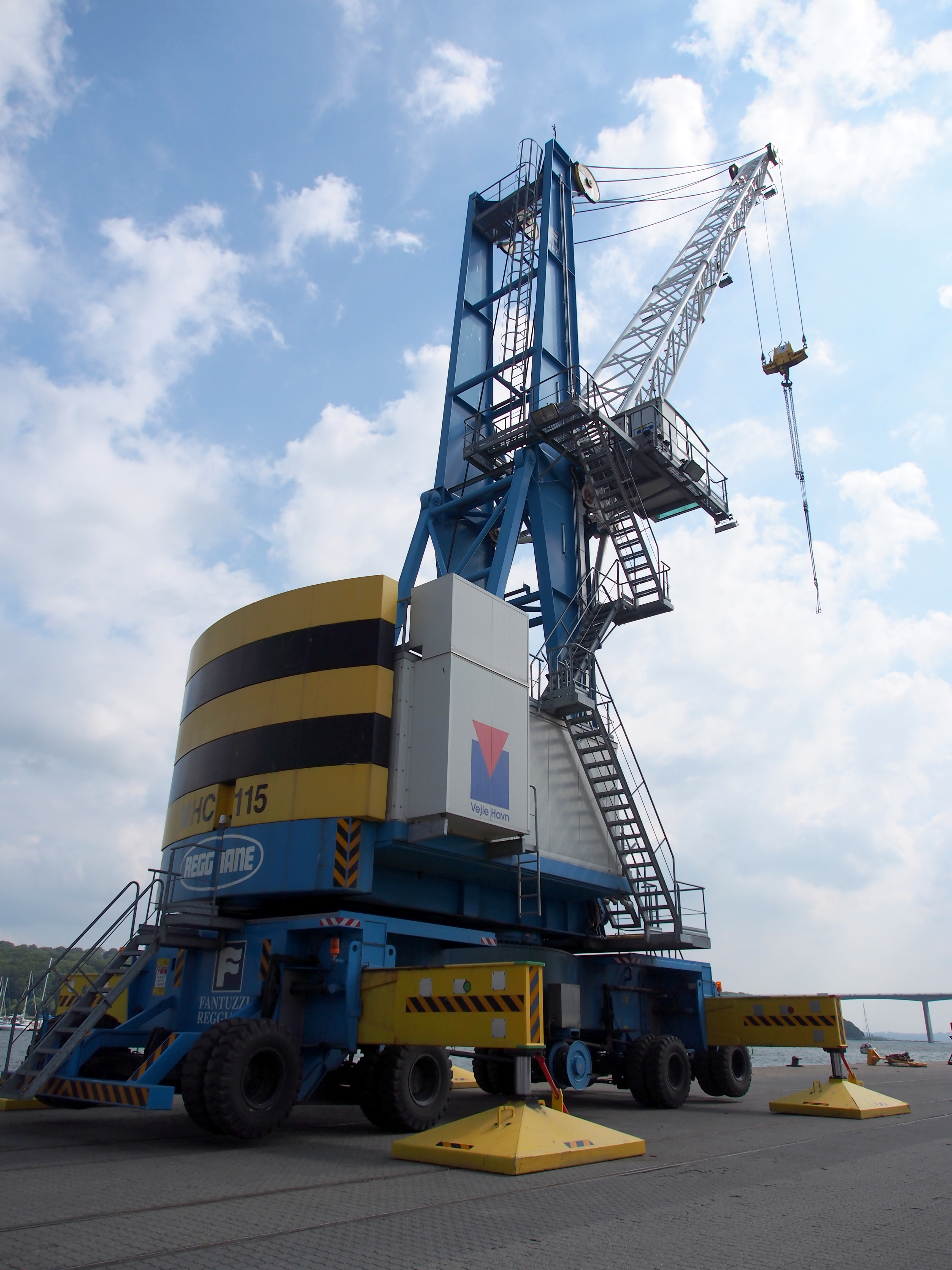
Grue portuaire Fantuzzi-Reggiane MCH 115

### Privatisation - Groupe Fantuzzi-Reggiane S.p.A.
En 1994, en application des directives européennes sur les sociétés industrielles du secteur concurrentiel détenues par les États membres, la société Officine Reggiane SpA est privatisée et vendue au groupe italien Fantuzzi, spécialisé dans les grues et engins de transports portuaires. Elle est renommée Fantuzzi-Reggiane SpA et abandonne progressivement toutes ses productions précédentes pour s'engager dans la fabrication de grues géantes et systèmes de transports portuaires de fortes puissances. Après 10 années de succès, une crise du secteur des transports maritimes et des activités portuaires contraint la société à déposer son bilan en 2008.

### Rachat et intégration dans Terex Corporation
L'entreprise Fantuzzi-Reggiane SpA, entièrement reconvertie dans la production de grues portuaires géantes et engins de manutention de conteneurs (empileurs "reach stackers" commercialisés sous la marque Fantuzzi) intéresse beaucoup le groupe américain Terex Corporation qui la rachète et l'intègre en 2009. La marque commerciale Fantuzzi-Reggiane est conservée mais la société est renommée Reggiane Cranes and Plants S.p.A.. Le siège social et les anciens ateliers de Reggio d'Émilie sont vendus à un promoteur. L'activité productive de construction des grues a été recentrée sur les ex usines du groupe Fantuzzi.

## Activités de Reggiane
La société a touché plusieurs spécialités techniques :
- les transports ferroviaires avec les wagons de marchandises au début, les locomotives à vapeur, électriques et diesel ensuite, et les autorails,
- les transports aériens : avions militaires de combat et civils,
- les munitions (pendant les 2 guerres)
- les machines outils,
- les fours à pains industriels et les usines de dessalement,
- les grues portuaires géantes.

### Reggiane Ferroviaria
La division ferroviaire a été créée en 1904 par Romano Righi et le magnat Giuseppe Menada. Elle commence son activité par la fabrication de wagons de marchandises et pour le transport du bétail. Elle s'oriente ensuite vers les voitures de voyageurs avec les trois classes de confort de l'époque. Son plus important client a été la Compagnie internationale des wagons-lits à qui elle a fourni plus de la moitié de son parc roulant entre 1926 et 1940, en association avec OM.
À partir de 1910, la fabrication de locomotives à vapeur débute avec le modèle CCFR5. Suivront ensuite les grandes séries pour chemins de fer nationaux italiens FS :
- Gr. 835 : 30 exemplaires,
- Gr. 740 : la locomotive la plus diffusée au sein des FS avec 470 exemplaires dont 19 construits par Reggiane,
- Gr. 940 : version locomotive-tender de la Gr. 740, 20 exemplaires fabriqués par Reggiane,
- Gr. 685 : la grande reine de la vapeur des chemins de fer européens, avec ses 1 250 ch et une vitesse de 120 km/h, dont Reggiane en fabriquera 10 exemplaires.

Les FS ont arrêté définitivement les commandes de machines à vapeur en 1927. Reggiane a continué la fabrication de certains modèles essentiellement pour les chemins de fer étrangers et des pièces mécaniques pour la maintenance du parc existant. À la fin des années 1920, pour remplacer les locomotives à vapeur, Reggiane lance l'étude de motrices diesel. La première fabrication concerne le modèle FS ALn.9001 en 1936, des autorails qui ne seront radiés qu'en 1981.
La seule production tardive de locomotive à vapeur concerne la « série Μα » (M alpha), conçue par Ansaldo et Breda C.F. mais dont Reggiane a assuré une grande partie de la fabrication, 20 exemplaires produits spécialement pour la Grèce en 1953 et 1954 au titre de réparation des dommages de guerre. La série « Μα » représente la plus grosse locomotive à vapeur jamais fabriquée en Europe. Sa puissance est de 2 950 ch (2 170 kW) et garantit une vitesse de 95 km/h ; sa longueur atteint 25 mètres avec un poids de 204 tonnes.
Reggiane se lance, dès 1920, dans la fabrication de locomotives électriques. Le réseau des FS était, dans un premier temps, construit avec des lignes alimentées sous 3 600 V triphasé. Reggiane a fabriqué 12 locomotives FS E.551 et 12 locomotives FS E.554. Très rapidement, à partir de 1924, sous l'impulsion de l'ingénieur Giuseppe Bianchi, responsable de la conception du matériel roulant des FS, le système d'alimentation passe en 3 kV monophasé. Reggiane s'adapte à cette nouvelle tension et participe à la fabrication de nombreuses locomotives. 
(NDR : Rappelons que, comme dans beaucoup de pays, le bureau d'études des FS, très expérimenté et à la pointe de la technique ferroviaire, concevait lui-même tout son matériel roulant et ce jusqu'en ).
Reggiane a participé à la fabrication des locomotives :
- FS E.626 (1936-39),
- FS E.428 (1936-39),
- FS E.636 (1939-60), la série fut fabriquée à 469 exemplaires,
- FS E.646 (1963),
- FS E.444 Tartaruga (Tortue) (1968-70), fabriquées par Reggiane, vitesse 200 km/h,
- FS E.656 (1975-82), la série la plus fabriquée avec plus de 500 exemplaires,
- FS E.402 - 6 exemplaires de présérie en 1988, 5 200 kW, 220 km/h, élue la plus belle locomotive électrique italienne.

Reggiane a aussi participé à la fabrication de locomotives de manœuvre pour le compte des FS dont les fameuses FS D.341 1re et 2e série, avec les moteurs diesel Fiat ou Breda C.F.. Reggiane a exporté une partie importante de ses productions vers l'Argentine. La fabrication des locomotives diesel s'est poursuivie jusqu'en 1979 avec la dernière livraison de 20 exemplaires de FS D.445, alors les plus puissantes locomotives diesel en service sur le réseau FS.
Reggiane a participé également à la fabrication d'autorails électriques et diesel, pour le compte de Fiat Ferroviaria, de Breda C.F. ou Ansaldo.
La société Officine Reggiane SpA a arrêté son activité ferroviaire en 1989, après cette dernière fabrication, FS E.402.

## Productions 1901 - 1989

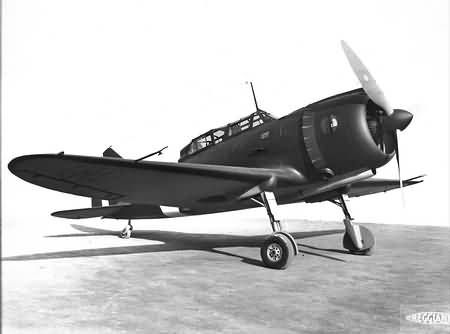
Avion de chasse Reggiane Re.2003

### Avions
Au total, entre 1933 et 1945, Officine Reggiane a fabriqué 1 260 avions, :
- Piaggio P.32 Bis : 2 exemplaires (licence Piaggio)
- Caproni Ca.405 Procellaria : bombardier - 2 prototypes
- Savoia-Marchetti SM.79 : bombardier : 405 exemplaires (licence Savoia-Marchetti)
- Re.2000 : 349 exemplaires
  - 60 exemplaires pour l'Aviation royale suédoise
  - 60 exemplaires pour l'Aviation hongroise
- Re.2001 : 237 exemplaires
- Re.2002 : 225 exemplaires
- Re.2003 : avion de reconnaissance - 2 prototypes
- Re.2005 : 37 exemplaires
- Re.2006 : 1 prototype.
- 2 LR 2003
- 1 ROC 2006

### Moteurs d'avions

#### Moteurs sous licence
- Piaggio P.VII C.16, C.35, C.45 : 1 231 exemplaires
- Fiat A.74 RC.38 : 1 722 exemplaires
- Piaggio P.XI bis RC.40 : 1 121 exemplaires

#### Moteurs Reggiane
- Re.102 RC.50/1
- Re.103 RC.40/1
- Re.105 - étude et construction expérimentale
- Étude du moteur Re.104 RC.48/D, 1 100 Ch au décollage
- Étude du moteur 18 cylindres en ligne, 1 500 Ch au décollage.

### Matériel ferroviaire

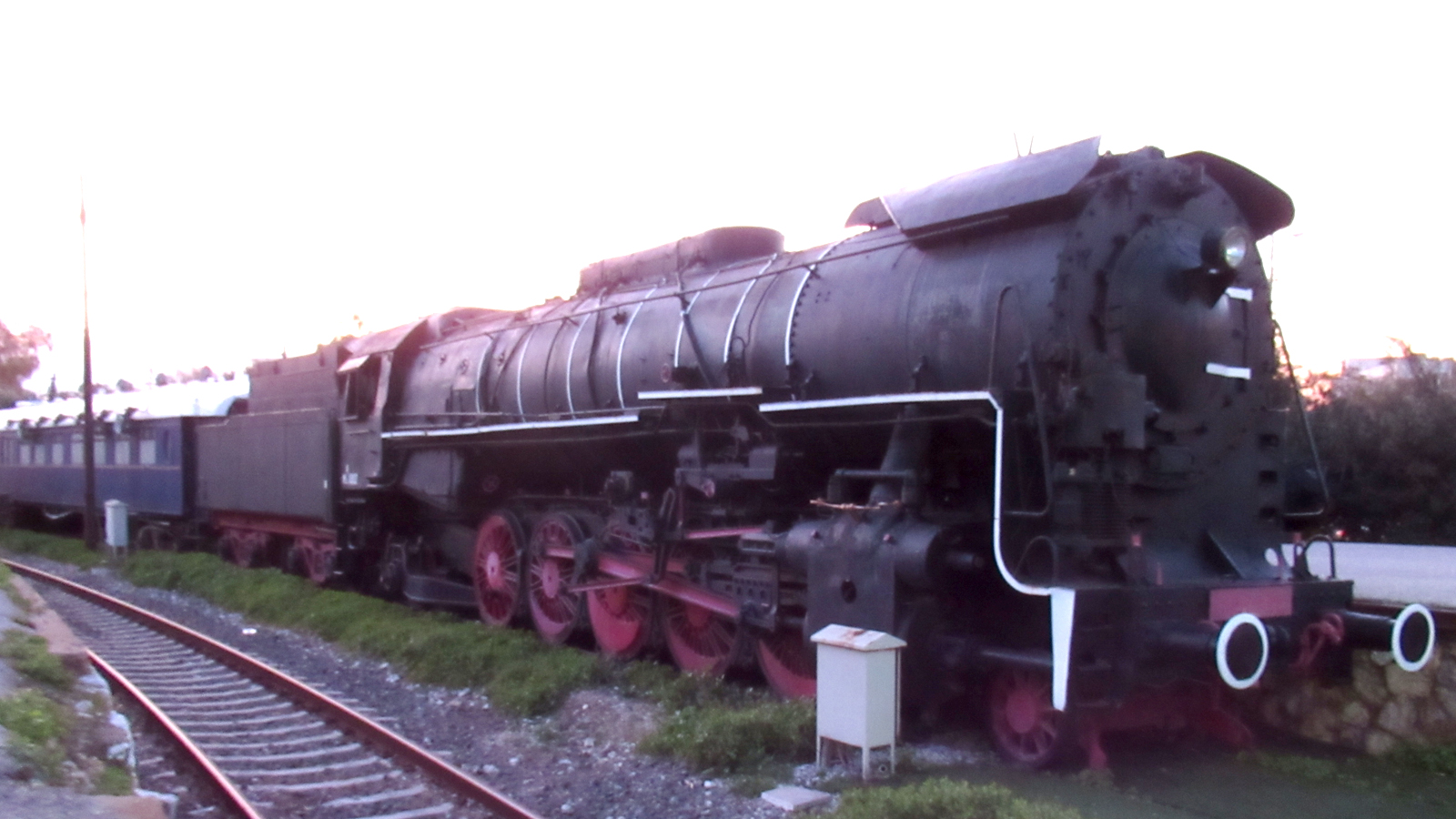
Locomotive Μα.1002 (projet Ansaldo & Breda C.F.) au titre des dommages de guerre de l'Italie à la Grèce

De 1904 à 1946, Officine Reggiane a fabriqué plus de 19 000 wagons de marchandises de tous types, 1 577 voitures de voyageurs, wagons-lits et restaurants, 400 tramways diesel et électriques, 350 locomotives à vapeur, 126 locomotives électriques et 35 trolleybus. Les matériels ferroviaires Reggiane ont connu un grand succès, tant en Italie qu'à l'étranger : Angola, Australie, Belgique, Érythrée, Éthiopie, Iran, Grèce, Mozambique ou Suisse, utilisés aussi bien par des opérateurs publics que privés. La production ferroviaire a cessé en 1989.

#### Locomotives à vapeur
Entre 1910 et 1937, Officine Reggiane a construit 160 locomotives à vapeur, de tous types, au gabarit de voie normal ou étroit. Une fois terminée la "grande phase" de la traction à vapeur (les FS ont arrêté la construction de ce type de locomotives en 1927), de petites séries à voie étroite ont été construites pour les chemins de fer des colonies italiennes d'Afrique. Officine Reggiane a effectué pendant de nombreuses années les réparations et révisions des locomotives à vapeur FS en service.
- Locomotive-tender à vapeur - FVS 1 ÷ 3 3 unités pour la « Società Anonima Ferrovia Valle Senio - FVS »
- Locomotive-tender à vapeur - 6 exemplaires FS Série P.1 ÷ 9 / FS R.402
- Locomotive-tender à vapeur - FS R.440
- Locomotive-tender à vapeur - FDS 400
- Locomotive-tender à vapeur - FS 685 - 10 unités FS 685.222 ÷ 231 en 1925/27
- Locomotive-tender à vapeur - FS 835 3e série - (30 unités sur les 370 de la série)
- Locomotive-tender à vapeur - FS 940 - (20 unités sur les 50 de la série)
- Locomotive à vapeur - SEK Μα - 20 exemplaires pour la compagnie grecque SEK, en groupement avec Ansaldo et Breda C.F.

#### Locomotives diesel
- CCFR ALn.9000 / ACT ALn.9000
- FSE BB.150
- SNFT Cne
- FS D.141
- CCFR 920 / FSE BB.170
- FS D.341.5001 - Prototype équipé d'un moteur Reggiane 12 cylindres en "V" au lieu des moteurs Fiat Grandi Motori de la série
- FG L.80 avec moteurs CGE
- FS D.341 16 exemplaires en groupement avec FIAT, OM, Tecnomasio et OCREN avec moteurs Fiat Grandi Motori 2312SF
- Locomotive de manœuvre FS 245 un lot de 20 unités sur la série de 361 unités.

### Innovations
- Construction d'avions avec enveloppe étanche à l'eau,
- L'utilisation de Alclad,
- Radiateurs inclus dans les ailes,
- Conception d'avions à jet propulsion,
- Conception d'avions commerciaux pour les transports transatlantiques,
- Utilisation d'éléments tournants dans le processus de fabrication.

### Engins portuaires
À partir de 1960, Officine Reggiane se lance dans la production de grues portuaires géantes. 
Après avoir équipé de nombreux ports sur les 4 continents, en 1984, elle construit 2 grues géantes installées sur le plus gros navire-grue / navire semi-submersible au monde (à lépoque - aujourd'hui [2023], il est le 3e), le Saipem 7000. Chaque grue peut soulever une charge de 7 000 tonnes à 40 mètres. Ce navire-grue, aussi poseur de canalisations de 198 mètres de long, d'une puissance de 70 MW, construit par Fincantieri. Le système d'amarrage peut être utilisé à des profondeurs d'eau allant jusqu'à 450 m. Il dispose d'une hélisurface pour 2 hélicoptères. Il dispose d'un hôpital et est prévu pour héberger jusqu'à 800 personnes dans 405 cabines et 5 suites.
En 1994, après son rachat par le groupe Fantuzzi, Officine Reggiane s'est spécialisée dans la productions de grues portuaires de forte puissance et dans les engins de manutention sur roue des containers ou empileurs "reach stackers" commercialisés sous la marque Fantuzzi-Reggiane.

## Productions sauvegardées
- avions : 
  - 1 seul avion Reggiane Re.2000 intact a survécu. Il est conservé au Musée suédois de l'aviation à Linkoping. Certaines parties d'avions ont été identifiés, récupérées et soumises à une restauration partielle dans plusieurs pays.
  - 1 exemplaire Reggiane Re.2002 est exposé au Musée Historique de l'Aeronautica Militare de Vigna di Valle, dans la ville métropolitaine de Rome Capitale.
  - Le fuselage restauré d'un Re.2002 de la Luftwaffe, N° de série W-Nr 1256, 81e exemplaire de la Série II, tombé à Jumeau-le-grand le 6 juin 1944, lors de la bataille du Vercors, à la suite d'une panne de moteur, est conservé au Musée de la Résistance et de la Déportation de Limoges[10]. Il est considéré comme un trophée, le symbole de la Résistance locale.
- matériel ferroviaire :

Tous les modèles produits par les "Reggiane" sont exposés dans différents musées italiens, dont le plus important, le Musée national ferroviaire de Pietrarsa à Naples.